# هنري إس. بيرد
هنري إس. بيرد (بالإنجليزية: Henry S. Baird)‏ هو محامي وسياسي أمريكي، ولد في 16 مايو 1800 في دبلن في جمهورية أيرلندا، وتوفي في 30 أبريل 1875.